# اس‌تی‌اس-۴۹
اس‌تی‌اس-۴۹ (انگلیسی: STS-49) یکی از ماموریت‌های برنامه شاتل‌های فضایی بود که در تاریخ ۷ می ۱۹۹۲ از پایگاه فضایی کندی به فضا پرتاب شد. این مأموریت حدوداً ۹ روزه توسط شاتل اندور انجام گرفت. طی این مأموریت ماهواره اینتل‌ست ۶۰۳ که از مدار مورد نظر خود منحرف شده بود، اصلاح مدار گردید و قابل استفاده شد.

## صندلی‌های خدمه
| صندلی | برخاست      | فرود | صندلی‌های ۱–۴ در عرشه پرواز هستند صندلی‌های ۵–۷ در وسط عرشه هستند. |
| ۱     | براندنشتاین |      | صندلی‌های ۱–۴ در عرشه پرواز هستند صندلی‌های ۵–۷ در وسط عرشه هستند. |
| ۲     | چیلتون      |      | صندلی‌های ۱–۴ در عرشه پرواز هستند صندلی‌های ۵–۷ در وسط عرشه هستند. |
| ۳     | هیب         | توت  | صندلی‌های ۱–۴ در عرشه پرواز هستند صندلی‌های ۵–۷ در وسط عرشه هستند. |
| ۴     | ملنیک       |      | صندلی‌های ۱–۴ در عرشه پرواز هستند صندلی‌های ۵–۷ در وسط عرشه هستند. |
| ۵     | توت         | هیب  | صندلی‌های ۱–۴ در عرشه پرواز هستند صندلی‌های ۵–۷ در وسط عرشه هستند. |
| ۶     | تورنتون     |      | صندلی‌های ۱–۴ در عرشه پرواز هستند صندلی‌های ۵–۷ در وسط عرشه هستند. |
| ۷     | آکرز        |      | صندلی‌های ۱–۴ در عرشه پرواز هستند صندلی‌های ۵–۷ در وسط عرشه هستند. |

## نگارخانه

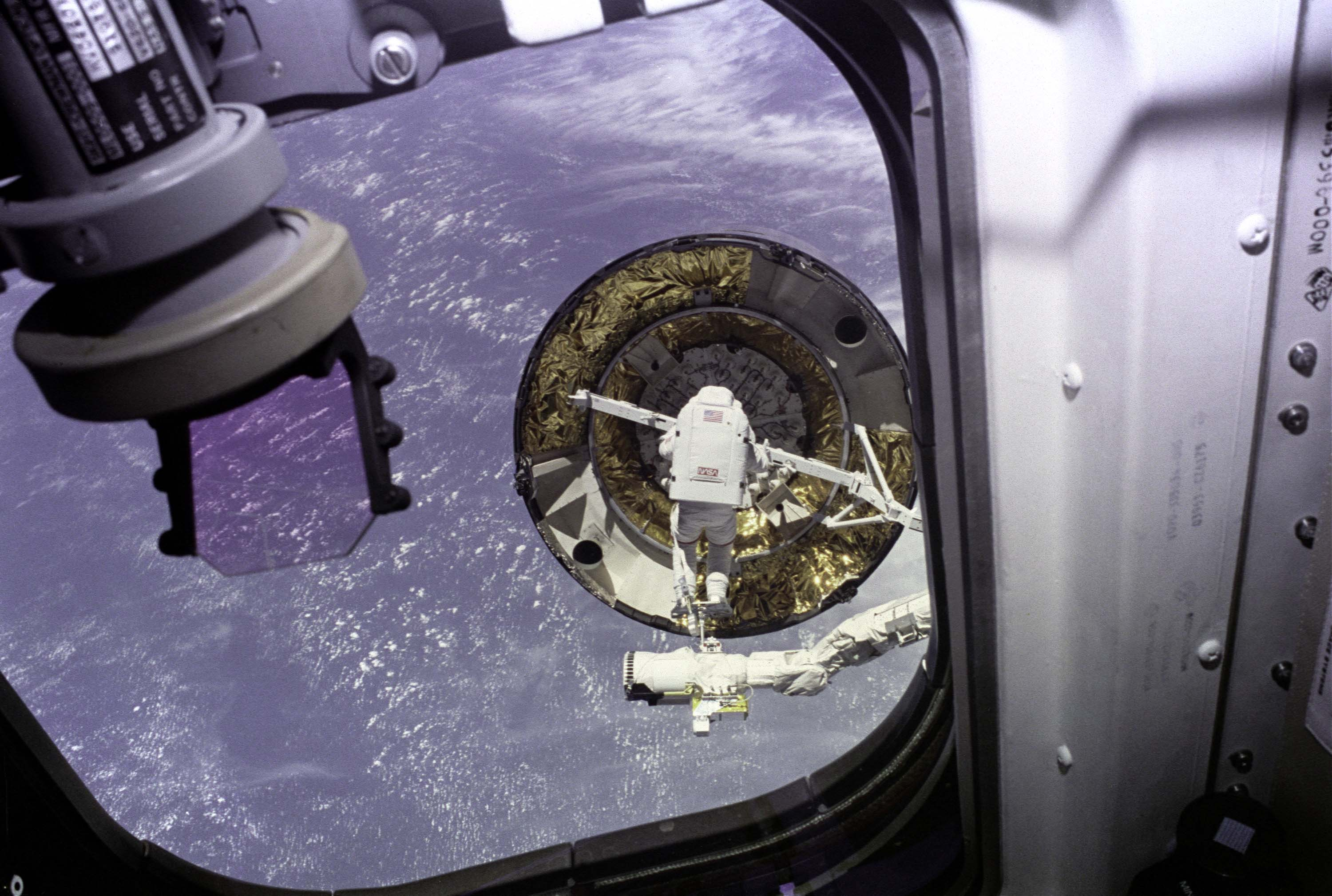
توت در طول یکی از تلاش‌های اتصال
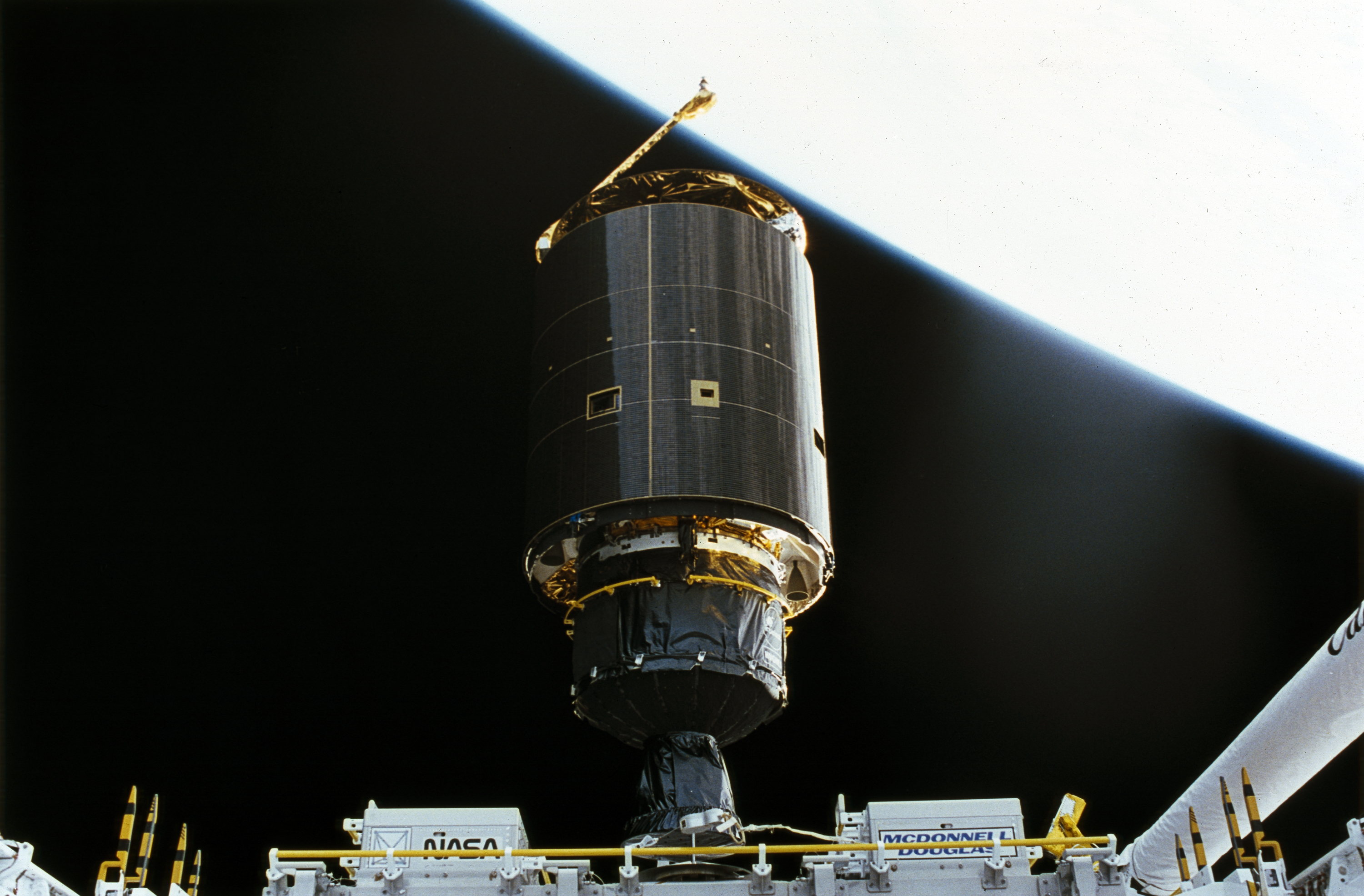
استقرار مجدد اینتل ست ۶۰۳
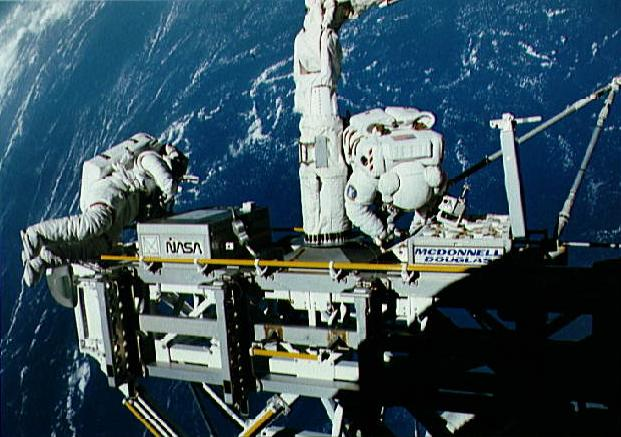
آسم توسط کانادارم دستکاری می‌شود. تورنتون و آکرز در بالای EVA 4.

## ویکی به زبان‌های دیگر
- مشارکت‌کنندگان ویکی‌پدیا. «STS-49». در دانشنامهٔ ویکی‌پدیای انگلیسی، بازبینی‌شده در ۴ ژانویه ۲۰۱۵.